# Luciano Scroccaro
Luciano Scroccaro (Marghera, 3 dicembre 1929 – Marghera, 18 luglio 2010) è stato un calciatore italiano, di ruolo centrocampista.

## Carriera
Comincia nel Mira e nel Dolo. Nella stagione di Serie A 1951-1952 passa a giocare nel Milan dove dopo aver fatto parte della squadra riserve debutta in Serie A il 9 marzo 1952 in Milan-Como (2-0), giocando da titolare per tutti i 90 minuti.
Passa quindi al Padova in Serie B dove gioca 6 partite e segna un gol.
Nel 1953 passa al Venezia dove rimane tre stagioni fino al 1956.
Inoltre ha giocato per il Catanzaro quattro stagioni di Serie C e Serie B.

## Palmarès

### Club

#### Competizioni nazionali
- Serie C: 2

Venezia: 1955-1956
Catanzaro: 1958-1959